# Carcharolaimus teres
Carcharolaimus teres är en rundmaskart. Carcharolaimus teres ingår i släktet Carcharolaimus och familjen Carcharolaimidae. Inga underarter finns listade i Catalogue of Life.